# هولکومب (کانزاس)
هولکومب (به انگلیسی: Holcomb) شهری در ایالت کانزاس کشور ایالات متحده آمریکا است که جمعیت آن در سرشماری سال ۲۰۱۰ میلادی، ۲٬۰۹۴ نفر بوده‌است.